# TSV Riedlingen
Der TSV Riedlingen 1848 e.V. ist ein deutscher Sportverein mit Sitz in der baden-württembergischen Stadt Riedlingen im Landkreis Biberach.

## Vorgängervereine

### Fußballverein Riedlingen
Der Fußballverein Riedlingen wurde bereits im Jahr 1923 gegründet. Im Jahr 1926 gelang der ersten Mannschaft schließlich der Aufstieg in die A-Klasse. Am 26. April 1930 wurde beschlossen den Verein aufzulösen und sich unter dem Riedlinger Turnverein als Abteilung zusammenzuschließen.

## Geschichte
Der Verein wurde im Jahr 1848 als Turngemeinde Riedlingen gegründet. Im Jahr 1861 erfolgte noch einmal eine Neugründung. Eine Namensänderung in Turnverein Riedlingen gab es im Jahr 1871.

### Fußball

#### Zwischenkriegszeit
Die Saison 1931/32 schloss die Mannschaft auf dem ersten Platz der B-Klasse ab. Zur nächsten Saison stieg man somit in die A-Klasse auf. Nach der Machtergreifung der Nationalsozialisten ging es für den Verein in die 1. Kreisklasse. Nach einer Saison 1933/34 in der man, aufgrund von Spielermangel, bei vielen Spielen nicht einmal antreten konnte, absteigen musste. Lief es in der folgenden Spielzeit in der 2. Kreisklasse wieder besser. Zur Saison 1935/36 gelang aber schon wieder Aufstieg in die 1. Kreisklasse. Hier sollte man auch bis zum Ausbruch des Zweiten Weltkriegs verweilen. Nach diesem Ereignis wurden bis Kriegsende keine Fußballspiele mehr ausgetragen.

#### Nachkriegszeit
Das erste Fußballspiel nach dem Ende des Krieges gab es bereits am 23. September 1945. Nach einer kurzen Punktspielrunde auf Kreisebene ging es zur Saison 1946/47 in die Bezirksliga Donau-Bussen. Hier gelang mit 22:4 Punkten die Meisterschaft und damit der Aufstieg in die zu dieser Zeit zweitklassige Landesliga Südwürttemberg auf. Am Ende der ersten Saison platzierte sich die Mannschaft hier mit 19:17 Punkten auf dem fünften Platz der Gruppe Süd. In der Folgesaison verbesserte man sich hier mit 22:18 Punkten auf den dritten Platz. Die Saison 1949/50 war dann die letzte Saison der Liga, hier platzierte sich die Mannschaft mit 21:23 Punkten noch einmal auf dem siebten Platz. Danach wurde die Liga aufgelöst und der Verein in die neue nun viertklassige 2. Amateurliga übergeben.

#### 1950er bis 1990er Jahre
Kämpfte man bereits in der Saison 1952/53 gegen den Abstieg in die A-Klasse folgte dieser schließlich im Anschluss an die Saison 1954/55. Bereits zur nächsten Spielzeit gelang aber der direkte Wiederaufstieg in die 2. Amateurliga. In den 1960er Jahren ging es dann immer wieder um den Kampf gegen den Abstieg, dieser konnte jedoch stets verhindert werden. Diese Saison 1969/70 stellte dann aber ein weiteres Mal das vorübergehende Ende in dieser Spielklasse da, womit es danach in der A-Klasse weiterging. Diesmal ging es dann zur Saison 1972/73 wieder eine Liga höher. Quasi mit dem Ende der Liga im Jahr 1977, musste man dann wieder absteigen und spielte von nun an in der Bezirksliga. Nach einigen Jahren auf den vorderen Plätzen gelang 1984 mit der Meisterschaft mal wieder ein Aufstieg. Diesmal in die Landesliga. Nach der Saison 1985/86 war dann aber wieder Schluss mit dieser Spielklasse und man kehrte nach einem Abstieg in die Bezirksliga zurück. Erneut spielte man ein paar Jahre weit oben mit, womit es schlussendlich in der Spielzeit 1989/90 als Meister erneut die Landesliga zu erreichen. Diesmal ging es jedoch direkt nach bereits einer Saison wieder runter. Auch in den weiteren Jahren wurde es nicht besser, was schließlich auch nach der Saison 1995/96 den Abstieg in die Kreisliga A bedeutete.

#### Heutige Zeit
In den ersten Jahren der 2000er Jahre verblieb die erste Mannschaft weiter im Mittelfeld der Kreisliga A. Mit einigen Ausreißern nach unten konnte man sich aber über viele Jahre lang in der Klasse halten. In der Saison 2013/14 gelang mit 57 Punkten nach langer Zeit über den dritten Platz mal wieder eine Platzierung unter den Top 3. Dies konnte jedoch nicht direkt genutzt werden. Erst nach der Saison 2016/17 sollte es mit 60 Punkten für den zweiten Platz reichen. Dies berechtigte der Mannschaft die Teilnahme an einem Aufstiegsspiel gegen den SC Türkiyemspor Saulgau. Dies wurde zwar im Elfmeterschießen mit 4:5 verloren, womit das Team den Aufstieg verpasste. Eine Saison später gelang jedoch mit 77 Punkten die Meisterschaft, womit ohne weiteres Spiel, nach über fünfzehn Jahren, die Rückkehr in die Bezirksliga erreicht wurde. Hier spielte der Verein auch gleich gut mit und erreichte mit 49 Punkten in der Saison 2019/20 erneut die Meisterschaft, womit er bis heute in der Landesliga Württemberg spielt.